# Figue sèche
Pour les articles homonymes, voir Figue (homonymie).
La figue sèche est une figue, principalement issue du Figuier commun (Ficus carica), qui a été séchée, ceci via un processus de séchage. Contrairement à ce que son appellation laisse penser, il ne s'agit pas d'un fruit sec, cette dernière appellation concernant plutôt les fruits à coque,.

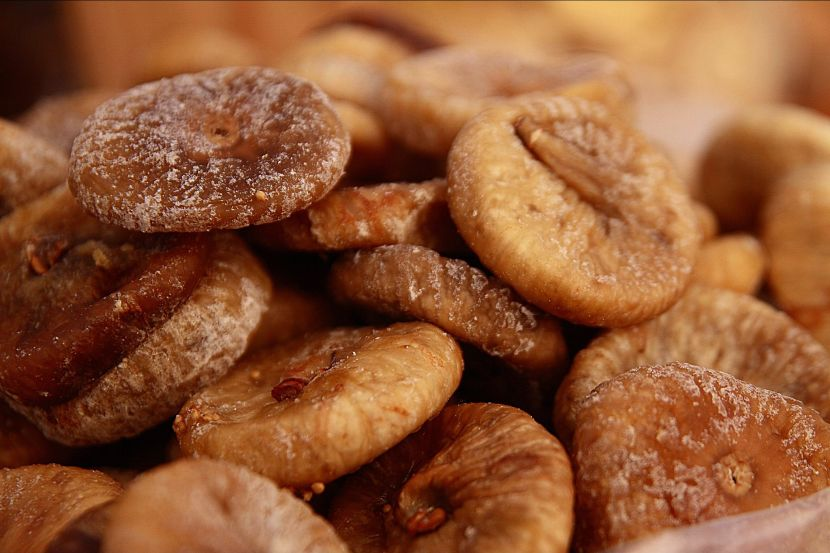
Des figues sèches.
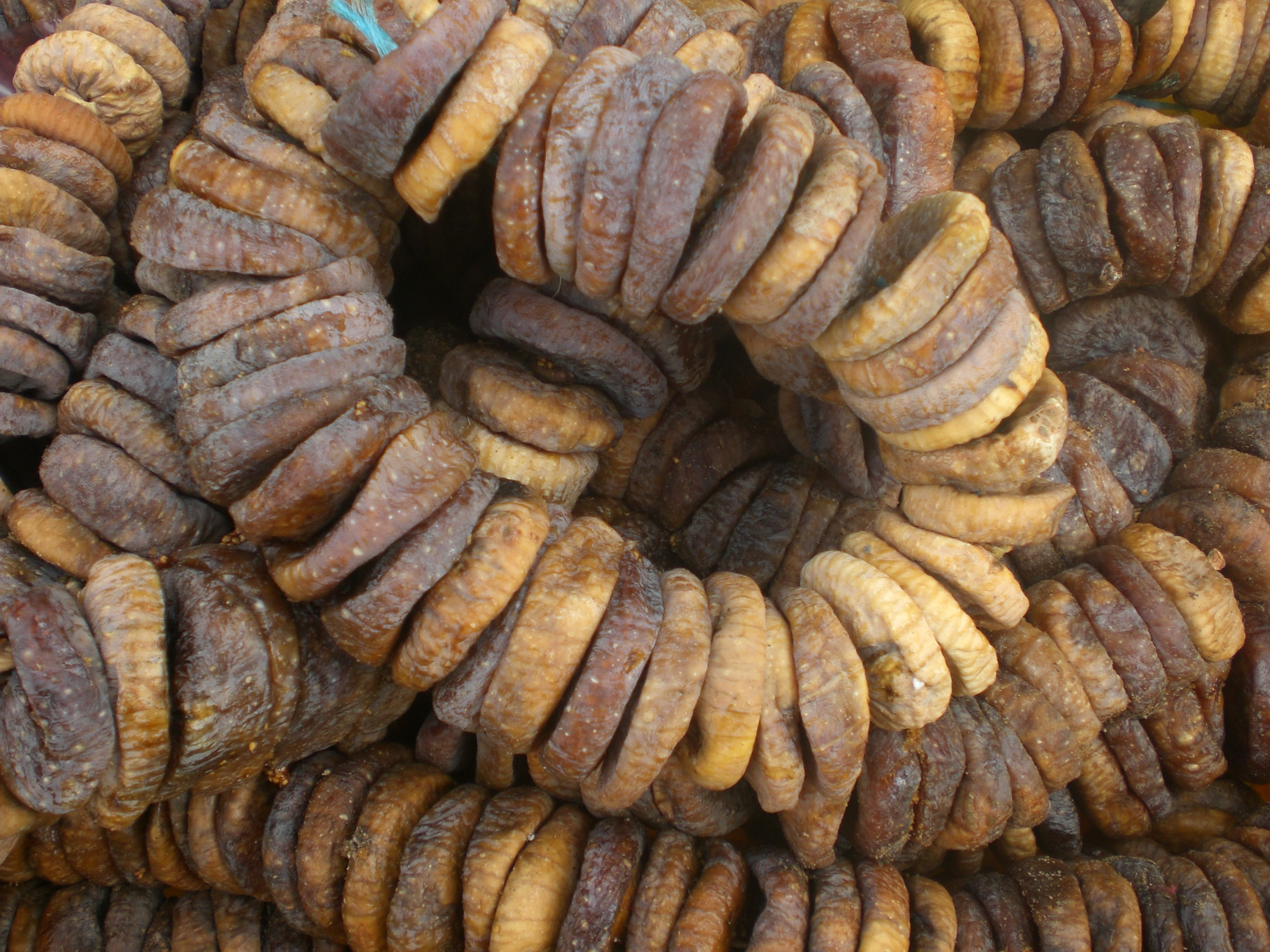
Des « colliers » de figues sèches en Tunisie.
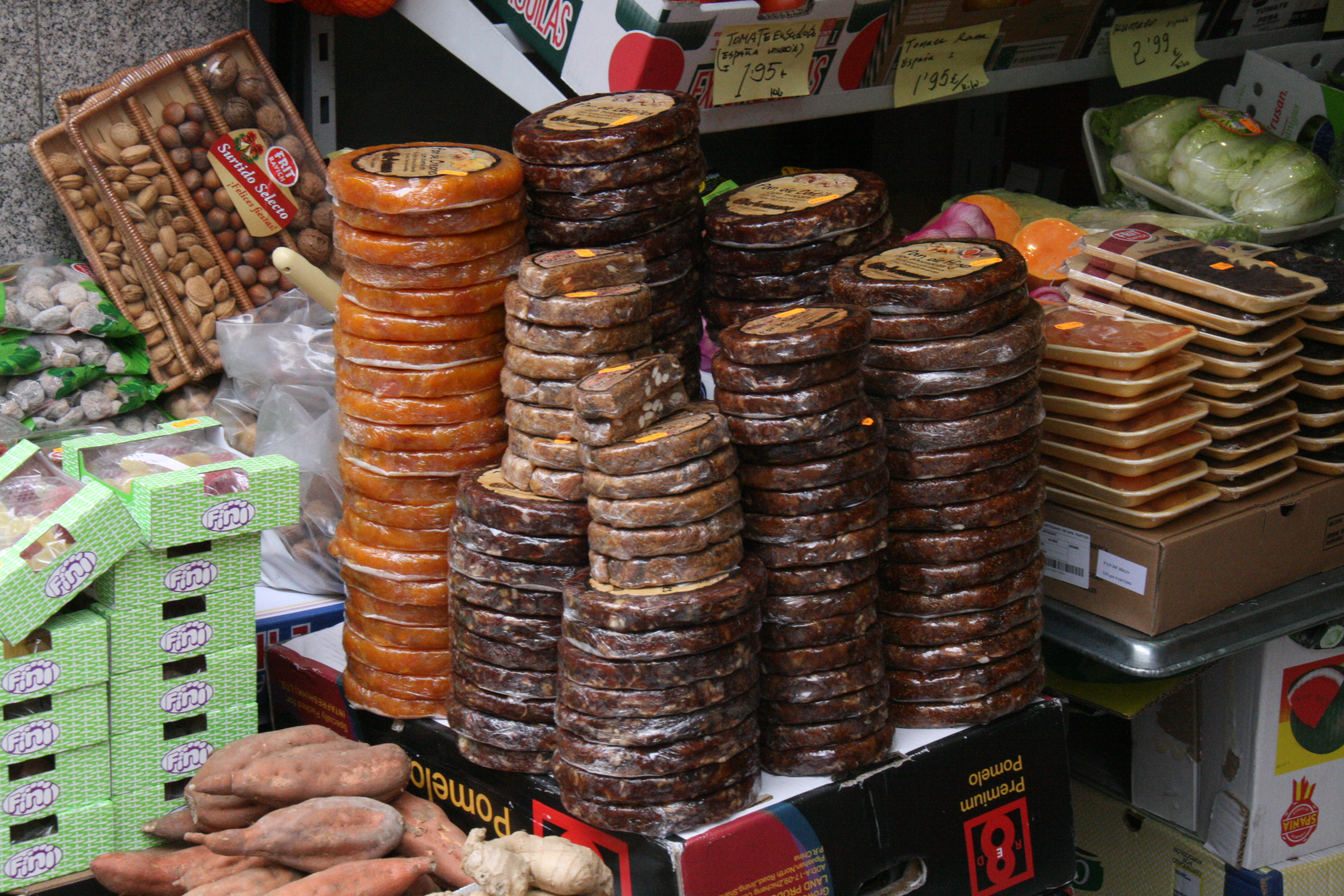
Des morgados de Figo empilés dans un étal, une spécialité espagnole à base de figues sèches.